# Wajdi Boukhili
Wajdi Boukhili (arabe : وجدي البوكحيلي), né le 20 septembre 1998 à Jendouba, est un athlète handisport tunisien spécialisé dans les courses de fond.
Il participe aux Jeux paralympiques d'été de 2020 à Tokyo, où il termine sixième au 5 000 mètres et au marathon dans la catégorie T12, puis aux Jeux paralympiques d'été de 2024 à Paris, où il remporte le marathon dans la même catégorie.

## Jeunesse
Boukhili naît et grandit à Jendouba, où il commence sa carrière au Club sportif de la Garde nationale en 2014. Il rejoint ensuite Radès en 2019 et commence à s'entraîner avec l'équipe nationale tunisienne, ce qui marque le début de sa carrière professionnelle.

## Carrière
En 2019, Boukhili termine à la troisième place du semi-marathon de Wolfsburg (Allemagne) et remporte la même année la finale du championnat de Tunisie de marathon. L'année suivante, il termine à la deuxième place du 5 000 mètres au Grand Prix de Marrakech, remporte le semi-marathon international de Sfax et termine à la troisième place du marathon international de Wolfsburg.
En 2021, il termine à la deuxième place du 5 000 mètres au Grand Prix de Tunisie et du marathon international en Toscane (Italie). Aux Jeux paralympiques d'été de 2020, il termine sixième dans les courses T12 du 5 000 mètres et du marathon.
En 2022, il termine à la deuxième place du semi-marathon international de La Marsa et du 5 000 mètres au Grand Prix de Radès. La même année, il remporte le semi-marathon international de Wolfsburg, termine à la cinquième place du marathon international Comar et remporte également le semi-marathon de Nabeul.
Aux Jeux paralympiques d'été de 2024, Boukhili remporte le marathon T12,.